# سام هوسكنز
سام هوسكنز (بالإنجليزية: Sam Hoskins)‏ (4 فبراير 1993 في المملكة المتحدة - ) هو لاعب كرة قدم بريطاني في مركز الهجوم. لعب مع بريستون نورث إيند وستيفيناغ بوروه ونادي بارنت ونادي روذرهام يونايتد ونادي ساوثهامبتون ويوفل تاون ونادي نورثامبتون تاون.

## وصلات خارجية
- سام هوسكنز على موقع قاعدة بيانات كرة القدم.إي يو (الإنجليزية)
- سام هوسكنز على موقع Soccerbase.com (لاعب) (الإنجليزية)